# Aeroportul Regional Waukegan
Aeroportul Regional Waukegan (IATA: UGN, ICAO: KUGN, FAA LID: UGN) este un aeroport din Illinois, Statele Unite ale Americii ce deservește zona Chicago. Aeroportul a fost tranzitat în 2019 de 302 pasageri.
Situat la o altitudine de 222 m, aeroportul dispune de 2 piste.

## Infrastructură

### Piste
Aeroportul dispune de 2 piste. Pista 05/23 are suprafața de asfalt și dimensiunile 6.000 picioare × 150 picioare. Pista 14/32 are suprafața de asfalt și dimensiunile 3.751 picioare × 75 picioare. 